# Heterogenella dolini
Heterogenella dolini är en tvåvingeart som beskrevs av Berest 1989. Heterogenella dolini ingår i släktet Heterogenella och familjen gallmyggor.
Artens utbredningsområde är Ukraina. Inga underarter finns listade i Catalogue of Life.